# Ghat (architettura)

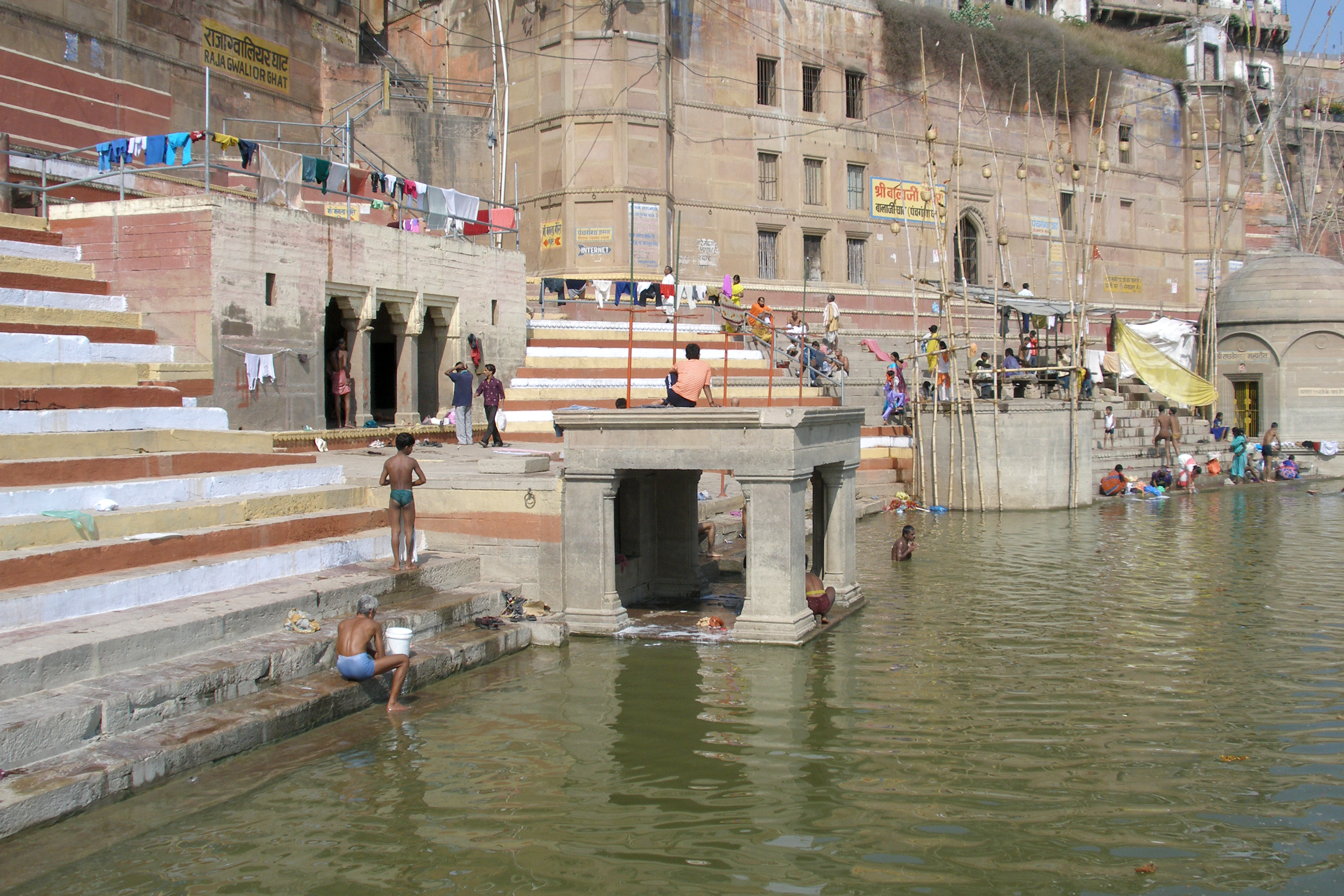
Ghat sul Gange a Varanasi

Il termine ghat (trascrizione semplificata della parola hindi ghāṭ) indica tipicamente una scalinata che scende ad un corso d'acqua, una piscina, un lago.

## Utilizzo
Questa particolare struttura riveste una grande importanza per le abluzioni rituali dell'induismo ed è per questo molto diffusa in India; peraltro la maggior parte dei ghat viene usata sia per scopi sacri che per scopi mondani (pulizia). Esistono anche ghat specifici per le cremazioni, che permettono di lavar via con acqua sacra le ceneri dei morti.
In alcuni regioni, come il Bengala, i ghat conducono spesso a semplici piscine, ma nell'India nordoccidentale si riferiscono per antonomasia alle scalinate che conducono al Gange. Nel Madhya Pradesh sono importanti i ghat che conducono al fiume Narmada. Tra i ghat per cremazioni, sono importanti il ghat Nimabodh a Delhi, sul fiume Yamuna, e il ghat Manikarnika a Varanasi.

## Altri significati
Nella lingua marathi, parlata nell'area di Mumbai e imparentata con l'hindi, la parola ghat indica anche un valico difficile.
Il termine è passato così a indicare complessivamente i monti (Ghati occidentali e Ghati orientali) che orlano la penisola indiana parallelamente alle sue coste.